# Jaderná elektrárna Trillo
Jaderná elektrárna Trillo (španělsky Central nuclear de Trillo) je jaderná elektrárna, která se nachází ve Španělsku, v provincii Guadalajara v autonomním společenství Kastilie – La Mancha. Výstavba započala v roce 1979 a elektrárna byla dokončena v roce 1988. Má pouze jeden tlakovodní reaktor o výkonu 1003 MW. Elektrárně končí licence v roce 2034.

## Majitelé
Na elektrárně má podíl více majitelů, konkrétně tito (v závorkách je uveden jejich podíl):
- Iberdrola (48%) (Nadnárodní energetická společnost se sídlem v Bilbau ve Španělsku. Má také podíl v elektrárnách například v USA, Brazílii nebo Velké Británii. Ve Španělsku má podíl ještě ve čtyřech dalších jaderných elektrárnách).[2][3]
- Unión Fenosa (34,5%) (španělská energetická firma, se sídlem v Madridu)[3]
- EDP HC Energía (15,5%) (španělská energetická firma, se sídlem v Oviedu)[3]
- Nuclenor (2%)[3]